# Cité internationale de la dentelle et de la mode de Calais
La cité internationale de la dentelle et de la mode est un musée de Calais qui a été inauguré le 11 juin 2009. Il est principalement consacré à l'histoire de la dentelle tissée sur métiers mécaniques.
La cité internationale de la dentelle et de la mode est installée dans une ancienne usine dentellière, l'usine Boulart, fondée dans les années 1870 et en activité jusqu'en 2000. Le site a été racheté dès 1988 par la ville de Calais avec le projet d'en faire un lieu de valorisation du savoir-faire de la dentelle.

## Localisation
La cité internationale de la dentelle et de la mode se situe 135, quai du Commerce, le long du canal de Saint-Omer. La navette fluviale Calais Majest’in reliant Calais Nord à Coulogne, dessert le musée.

## Historique
- 1816 : le premier métier Leavers (en), de fabrication anglaise, arrive à Calais. Quatre ans plus tard 500 femmes travaillent à la finition de la dentelle.
- 1824 : 40 fabricants font tourner 55 métiers et emploient 137 ouvriers. 900 femmes terminent les produits.
- 1874 : l'Usine Boulart est édifiée en deux phases principales, constituée de trois corps de bâtiment sur quatre niveaux disposés en U autour d'une cour centrale. Dans la place intérieure, deux tours d'escalier permettaient aux ouvriers d'accéder aux étages par des coursives et ceci sans passer par les ateliers concurrents. Cette architecture de grandes manufactures permettait par la cour centrale une desserte facile des ateliers et une disposition spatiale répondant à une nouvelle organisation du travail. L'introduction de la machine à vapeur justifie son emplacement.
- 1927 : 170 métiers font résonner leurs chariots-bobines, leur nombre évolue jusqu'à la Première Guerre mondiale pour atteindre 2 744 métiers Leavers et 31 000 salariés.
- 1932 : la crise met fin à 1 200 métiers et la Seconde Guerre mondiale en réduit encore le nombre de 319. Calais est alors la première place mondiale de la dentelle.
- la dentelle tricotée qui imite le tissage mécanique Leavers sonne le glas de la dentelle leavers avec les nouveaux métiers Raschel, Jacquardtronic et Textronic.
- 1987 : la ville fait l'acquisition du site.
- 1991 : études de faisabilité du projet
- 1995 : une équipe est constituée pour la préfiguration de la cité de la dentelle autour d'un conservateur[2].
- 1999 : les architectes de la cité sont Henri Rivière et Alain Moatti, lauréats du concours de réhabilitation de l'ancienne usine Boulart. Leur projet de vingt sept millions d'euros a été de déployer la Cité sur 7 800 m2 réparti sur un bâtiment contemporain côté quai du Commerce avec une façade en verre évoquant les courbures sensuelles de la femme, sérigraphié des motifs de cartons métier Jacquard et l'ancienne usine en maçonnerie de briques jaunes existantes rehaussées des teintes bleues, orange et rouges des vitrages de fenêtres.
- 2009 : le 14, 15, 16, 17 et 18 mai le projet est réalisé et dans le cadre de la Nuit européenne des musées une œuvre monumentale et temporaire de l'artiste italienne Maria Dompé a été présentée en son et lumière jusqu'au 24 mai 2009. L'œuvre a nécessité 80 kilomètres de dentelle pour un coût de 210 000 €[3]
- 2010 : projet de réhabilitation du bâtiment par l'agence d'architecture bordelaise Flint
- 2015 : le processus d'homologation de la dentelle Calais-Caudry comme indication géographique protégée (IGP) est engagé. Ce projet est porté par une association qui réunit huit entreprises calaisiennes et caudrésiennes. La décision est attendu vers 2023[4].

## Parcours de visite

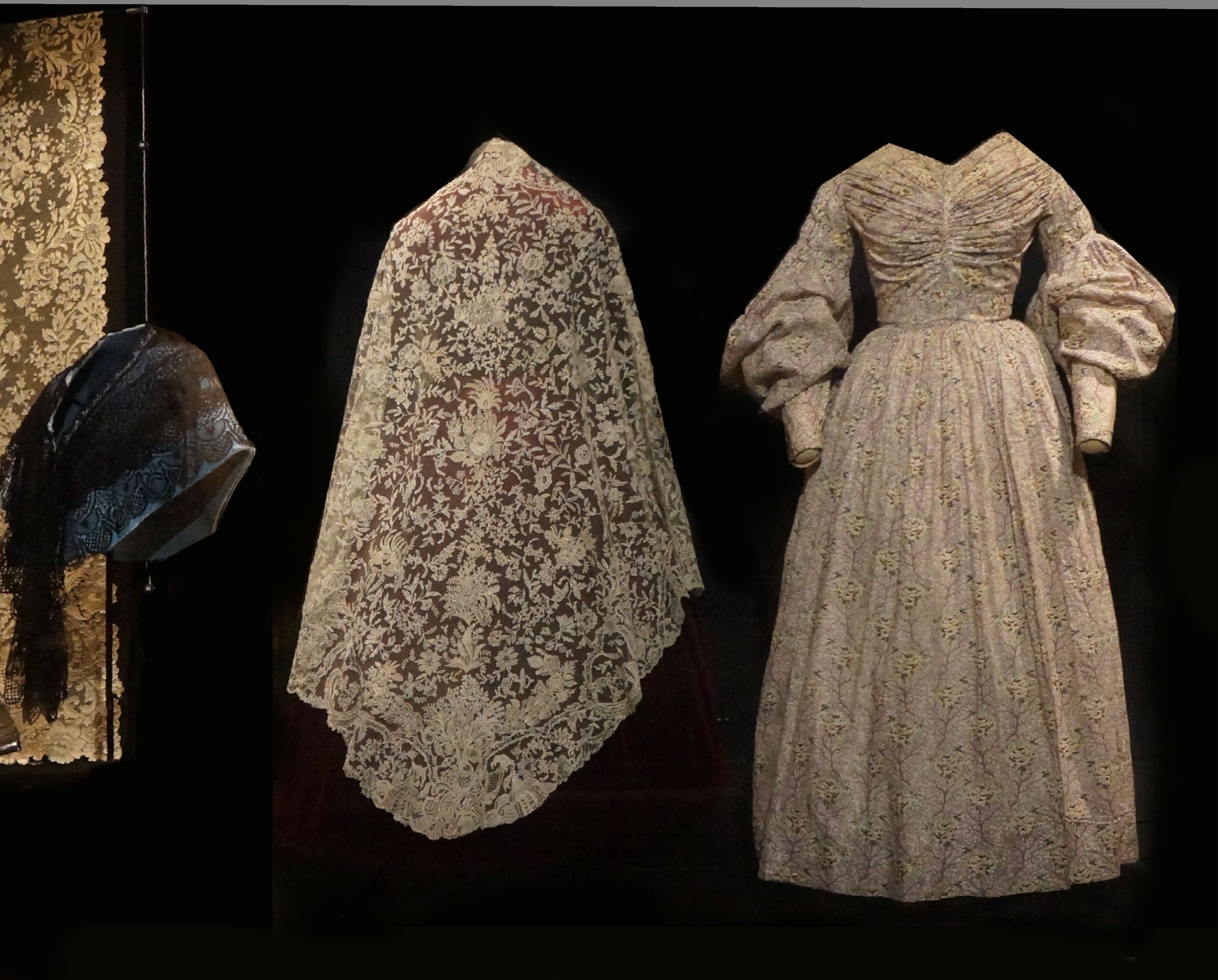
La mode féminine du Premier Empire.

La première section du musée est consacrée à l'histoire de la dentelle au fuseau et à l'aiguille, telle que pratiquée depuis le XVIe siècle. L'accrochage confronte pièces de dentelles et témoignages iconographiques.
La seconde section aborde l'histoire de la dentelle mécanique née au cours du XIXe siècle. L'exemple de Calais est particulièrement mis en avant. Cette section se clôt avec un plan-relief de la ville montrant les conséquences urbaines du développement de cette industrie.
À l'étage, le parcours se poursuit sur le processus de fabrication de la dentelle mécanique : une première salle est occupée par des machines leavers qui sont régulièrement actionnées pour des démonstrations au public. La seconde salle propose de suivre le parcours de fabrication d'une dentelle, du dessin de l'esquisse jusqu'à la commercialisation.
Une quatrième section propose d'explorer l'usage de la dentelle dans la mode du XXe siècle et la création contemporaine.
Enfin, un cinquième espace accueille des expositions temporaires.

## Photothèque

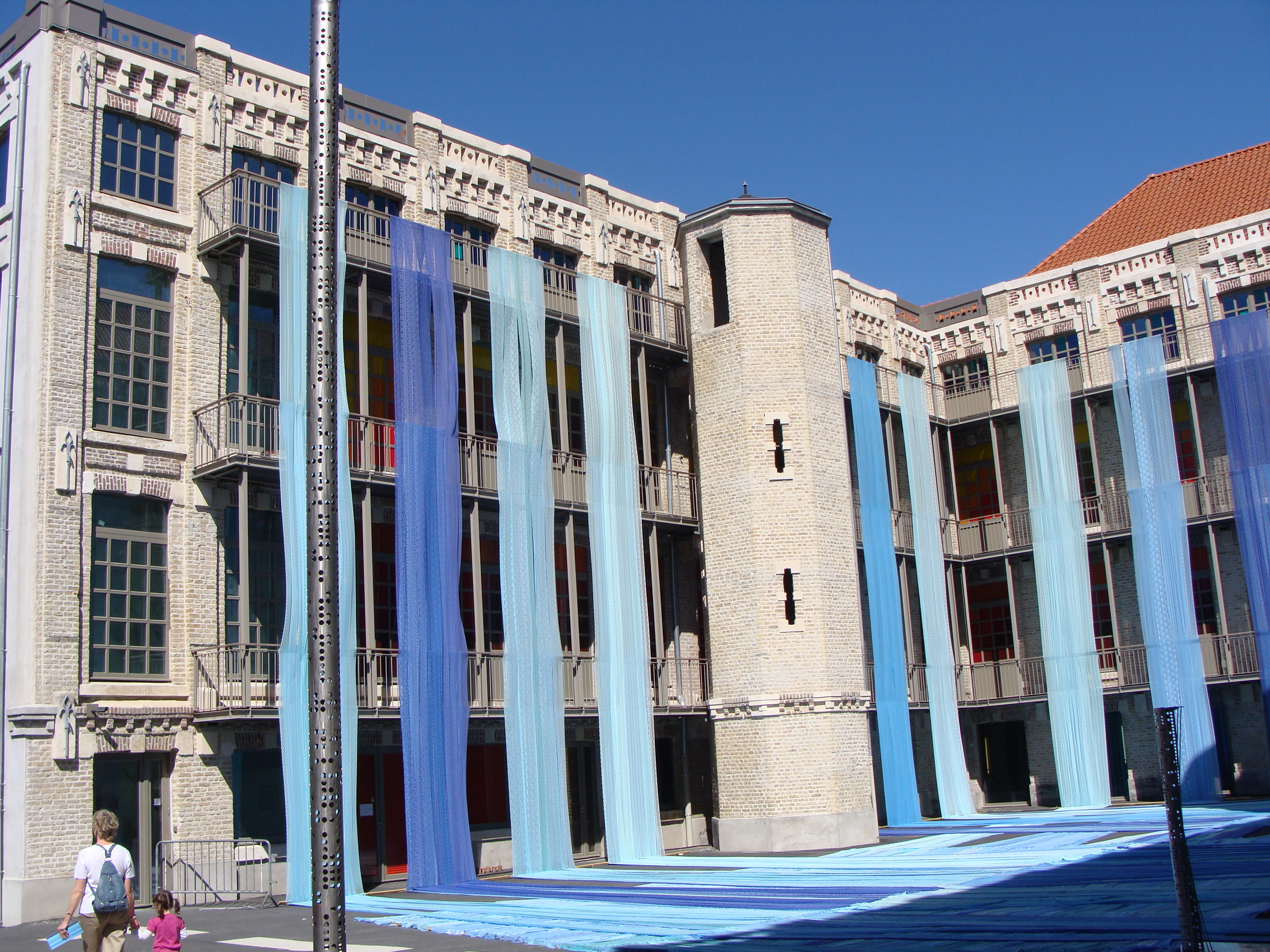
La place intérieure.
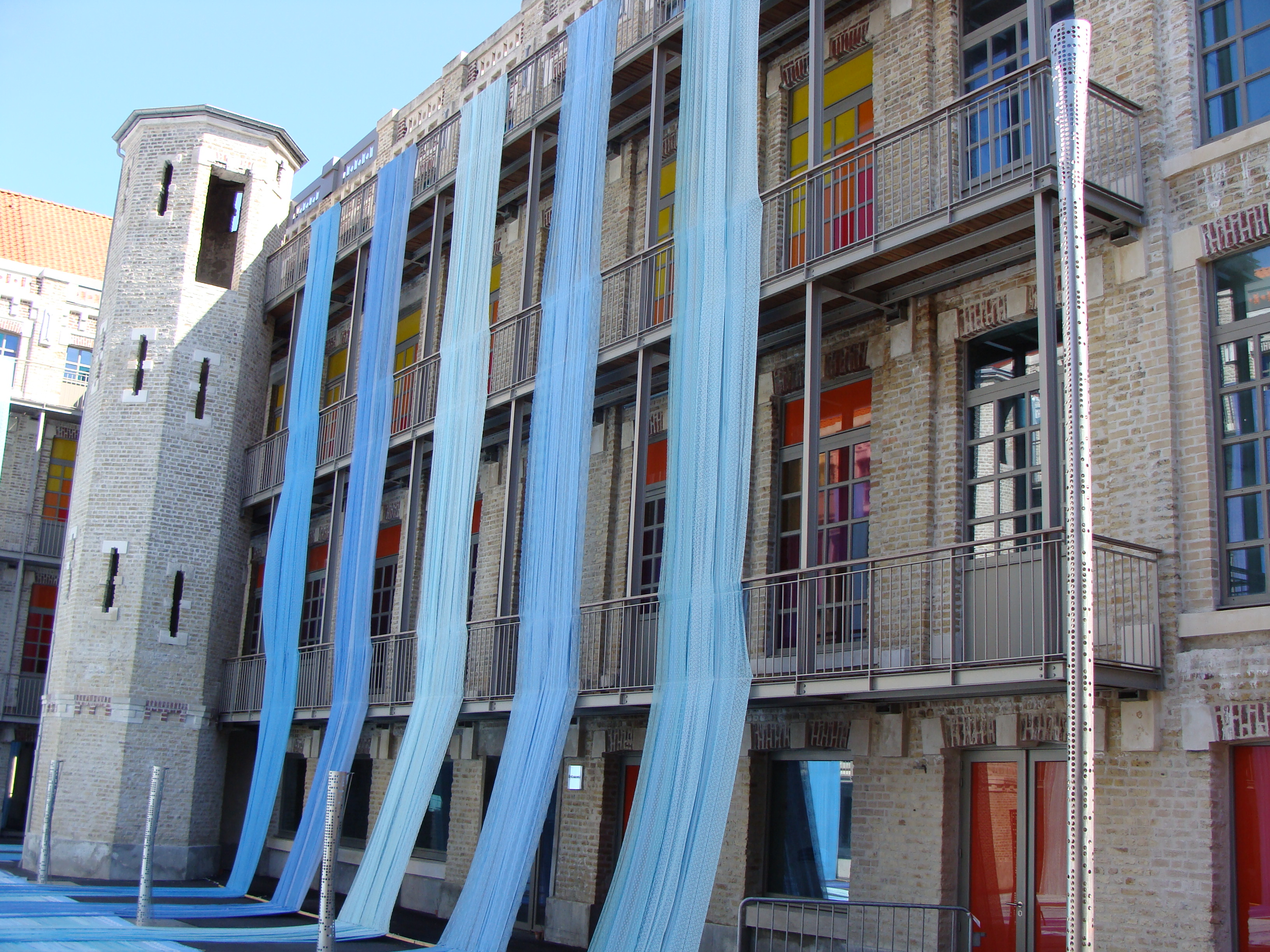
La place intérieure mur nord.
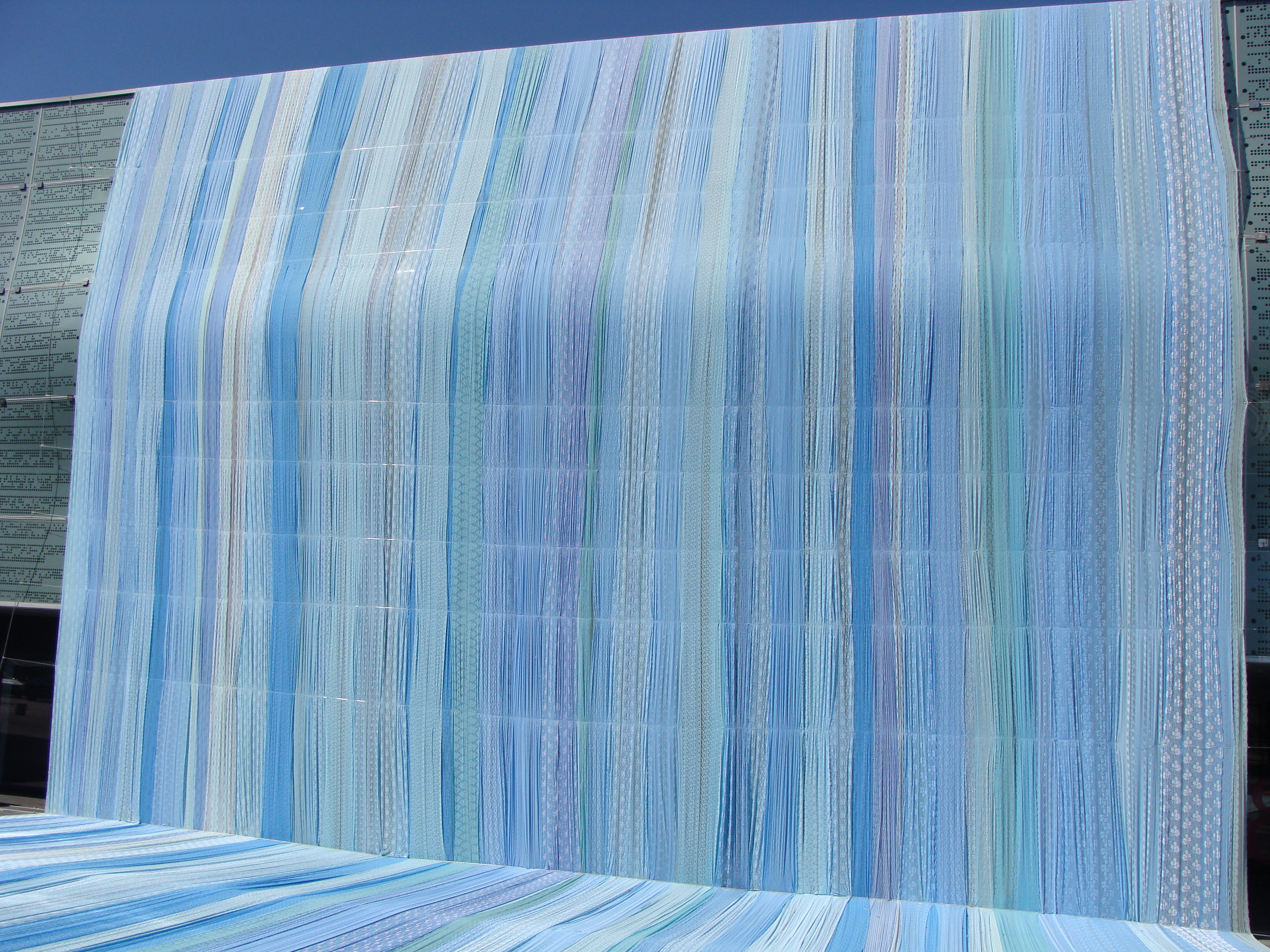
Une œuvre de Maria Dompé.
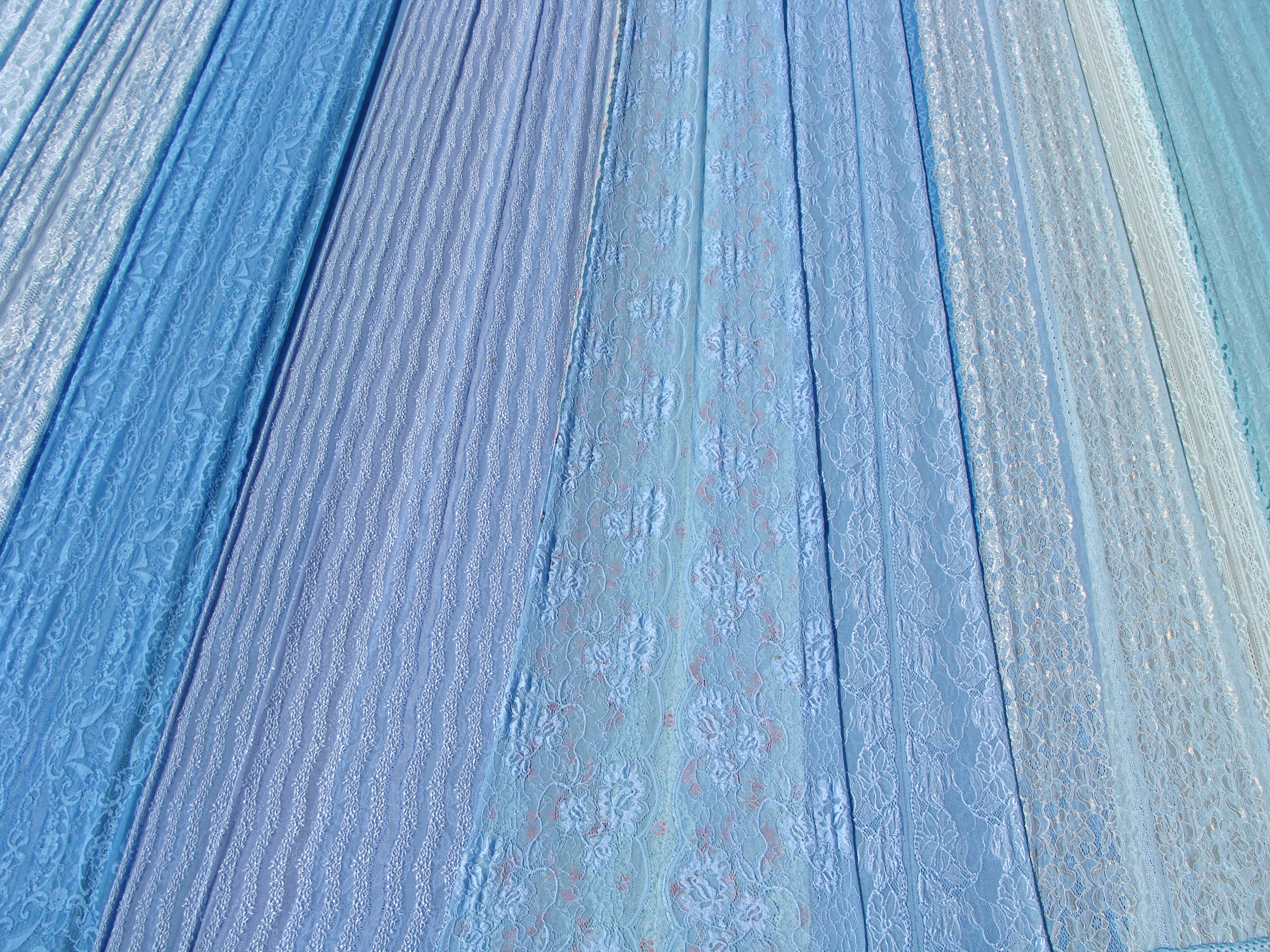
Le détail des teintes de la dentelle.
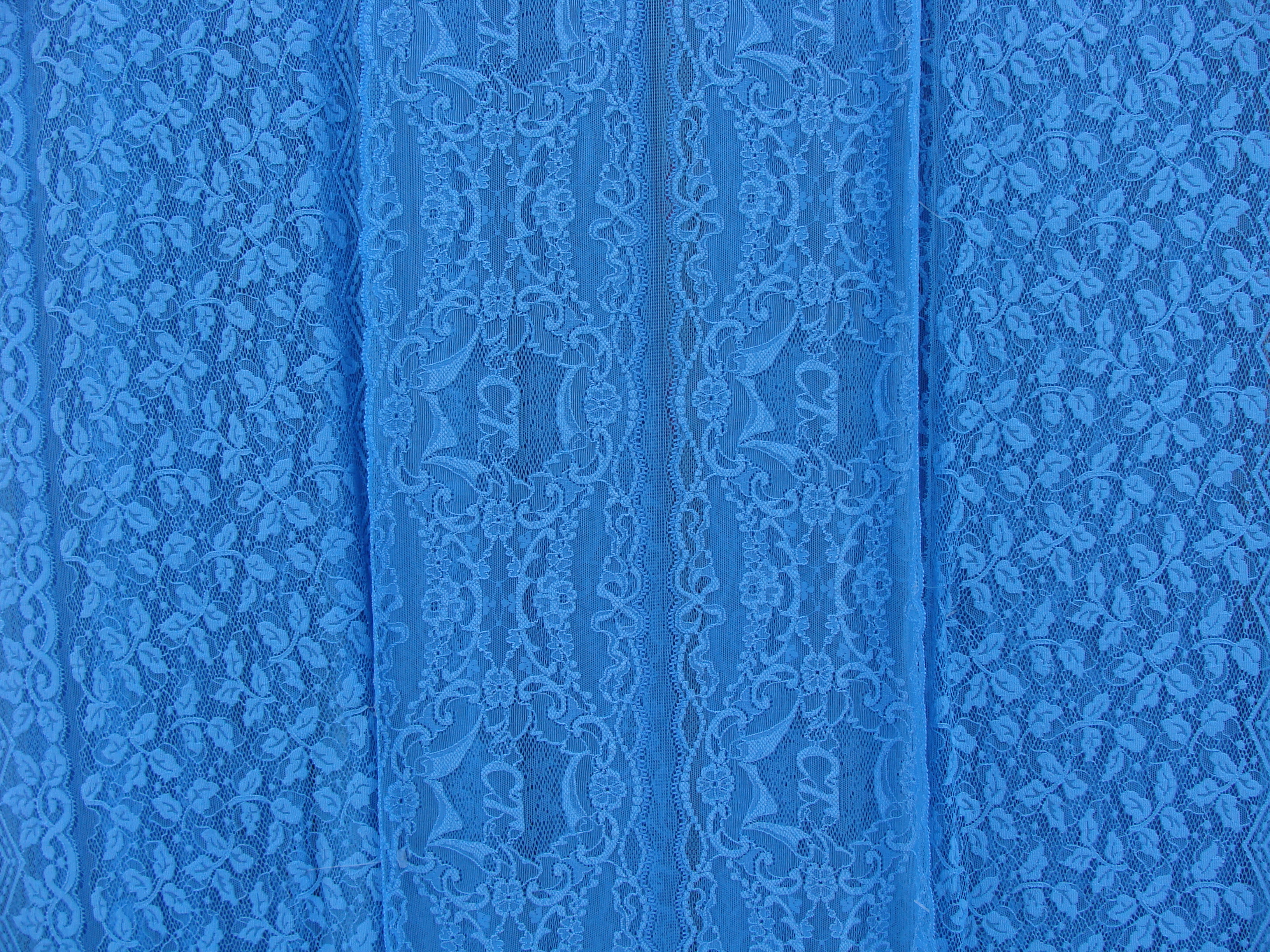
Le détail du motif de la dentelle.

## Les collections

### Département de la mode
- 3 220 pièces sont présentées des plus grands noms de la mode de 1850 à nos jours.

### Tissuthèque
- 500 000 échantillons de dessins et 30 000 pièces de dentelles dans la tissuthèque.

## Expositions temporaires
- "Aux marins célestes", 7 février - 16 avril 2010
- "Esprit lingerie", 11 juin - 7 novembre 2010
- "Du plancher au podium / Dentelle Backstage, 16 janvier - 30 avril 2011
- "Dessiner la dentelle", 10 novembre 2011 - 25 mars 2012
- "Sport et mode enfantine : jeux de vestiaires", 2 juin - 2 octobre 2011
- "Les robes du temps - Carole Simard-Laflamme",  10 mai - 30 septembre 2012
- "Plein les yeux", 16 janvier - 28 avril 2013
- "Iris van Herpen", 15 juin- 13 avril 2014
- "On aura tout vu - Sensations" 14 juin - 31 décembre 2014
- "Balenciaga, magicien de la dentelle", 18 avril - 27 septembre 2015
- "Dessus Dessous, Annette Messager", 17 octobre - 22 mai 2016
- Anne Valérie Hash. Décrayonner[5],1er avril - 13 novembre 2016
- "Hubert de Givenchy", 16 juin - 31 décembre 2017 (30 000 visiteurs)
- "Haute Dentelle", 9 juin 2018 - 6 janvier 2019[6]
- "Lecoanet Hemant : Les Orientalistes de la haute couture",  18 juin - 31 décembre 2022[7]
- Yves Saint Laurent : « Yves Saint Laurent : transparences », 24 juin - 12 novembre 2023[8]

## Fréquentation
| Année | Entrées gratuites | Entrées payantes | Total  |
| ----- | ----------------- | ---------------- | ------ |
| 2009  | 20 890            | 18 891           | 39 781 |
| 2010  | 12 042            | 36 006           | 48 048 |
| 2012  |                   |                  | 42 226 |
| 2013  |                   |                  | 56 980 |
| 2014  | 15 600            | 27 700           | 43 300 |
| 2015  | 18 043            | 44 366           | 62 409 |
| 2016  | 15 739            | 32 704           | 48 443 |
| 2017  | 20 289            | 45 513           | 65 802 |
| 2018  | 38 001            | 17 901           | 55 902 |
| 2019  | 35 171            | 16 551           | 51 722 |
| 2020  | 14 389            | 5 088            | 19 477 |

## Pour approfondir